# Astronomski observatorij Beograd
Astronomski observatorij Beograd (srbsko Astronomska opservatorija „Beograd“; okrajšava AOB; koda IAU 057 Belgrade) je astronomski observatorij v beograjskem parku Zvezdara. Je samostojna državna neprofitna znanstvenoraziskovalna ustanova, katere osnovna dejavnost je pasivno in selektivno opazovanje neposrednega in daljnega Vesolja ter proučevanje nebesnih (astronomskih) teles in pojavov zunaj Zemlje (planetov) in Osončja (zunajosončnih planetov, zvezd, zvezdnih sistemov in galaksij), ki so usmerjena na pridobivanje in analiziranje podatkov, kot tudi teoretično delo. Observatorij je bil ustanovljen 26. marca (7. aprila) 1887 skupaj z Meteorološkim observatorijem. Njegov ustanovitelj in prvi predstojnik je bil Milan Nedeljković.
Kompleks observatorija v Beogradu je od leta 2001 po odločbi Vlade Srbije proglašen za kulturni spomenik. Nahaja se v ulici Volgina 2 v Beogradu, na Zvezdari. Leta 1891 je bila zgrajena namenska zgradba na Malom Vračaru za Astronomski in meteorološki observatorij pri Veliki šoli, v kateri so se nahajali prostori za delo in inštrumenti. Observatorij je hitro postal Glavna meteorološka postaja, od koder so vodili meteorološko mrežo na prostoru Srbije. Astronomsko dejavnost je sestavljalo poučevalsko delo, med katerim so opravljali osnovna opazovanja, kot tudi del prikaznih in praktičnih vaj za visokošolce. Pod Nedeljkovićevim predstojništvom so za Observatorij pridobili prve seizmološke in geomagnetne inštrumente, s čimer je ta ustanova razširila svojo dejavnost. Astronomski in meteorološki observatorij sta se ločila v dve zasebni ustanovi pri Univerzi v Beogradu leta 1924. Pod predstojništvom novega predstojnika Vojislava V. Miškovića so na Velikom Vračaru začeli z izgradnjo novega sodobnega observatorija po načrtu češkega arhitekta Jana Dubovija v modernističnem slogu. Gradbena dela so zaključili leta 1932. Hrib Veliki Vračar so po tem zaradi Observatorija ljudje poimenovali Zvezdarnica, po kateri sta novo mestno naselje in občina dobili ime Zvezdara. To je hkrati predstavljalo tudi največje vlaganje v znanost v prvi polovici 20. stoletja na tem prostoru. V tem času je bil sodelavec in kasneje tudi njegov predstojnik eden največjih znanstvenikov 20. stoletja, profesor in akademik Milutin Milanković. Sodelavci Observatorija so odkrili 42 asteroidov, od katerih so jih 12 poimenovali. Služba v okviru dvojnih zvezd je v okviru AOB od leta 1951 do danes odkrila več kot dvesto novih dvojnih in večkratnih zvezdnih sistemov. V začetku 1960-ih so odprli pavilijone z osnovnimi astronomskimi inštrumenti, po katerih je bil observatorij v drugi polovici 20. stoletja znan svetovni strokovni javnosti. Proti koncu 20. stoletja je znanstvena opazovanja oteževalo svetlobno onesnaženje kot posledica širjenja mestnih naselij. V začetku 21. stoletja so začeli z izgradnjo nove Astronomske postaje na planini Vidojevica. V istem času so kompleks observatorija postopoma začeli pretvarjati v muzej. AOB tesno sodeluje s številnimi tujimi observatoriji, kot tudi z vodilnimi znanstvenimi in visokošolskimi ustanovami v Srbiji.